# ФК Турново
ФК „Турново“ е футболен отбор от село Турново, Северна Македония.
Клубът участва в македонската първа лига през сезон 2008/09. Създаден е през 1950 г.
Стадионът на клуба има капацитет от 1500 души.

## Бългаски футболисти
- Радко Мутафчийски: 2013/15 - (42 мача -  1 гол)
- Григор Долапчиев: 2014 (наем) - (16 мача - 2 гола)
- Георги Какалов: 2014 - (9 мача -  1 гол)
- Иво Харизанов: 2014/15 - (14 мача - 0 гола)